# エフゲニー・エフトゥシェンコ

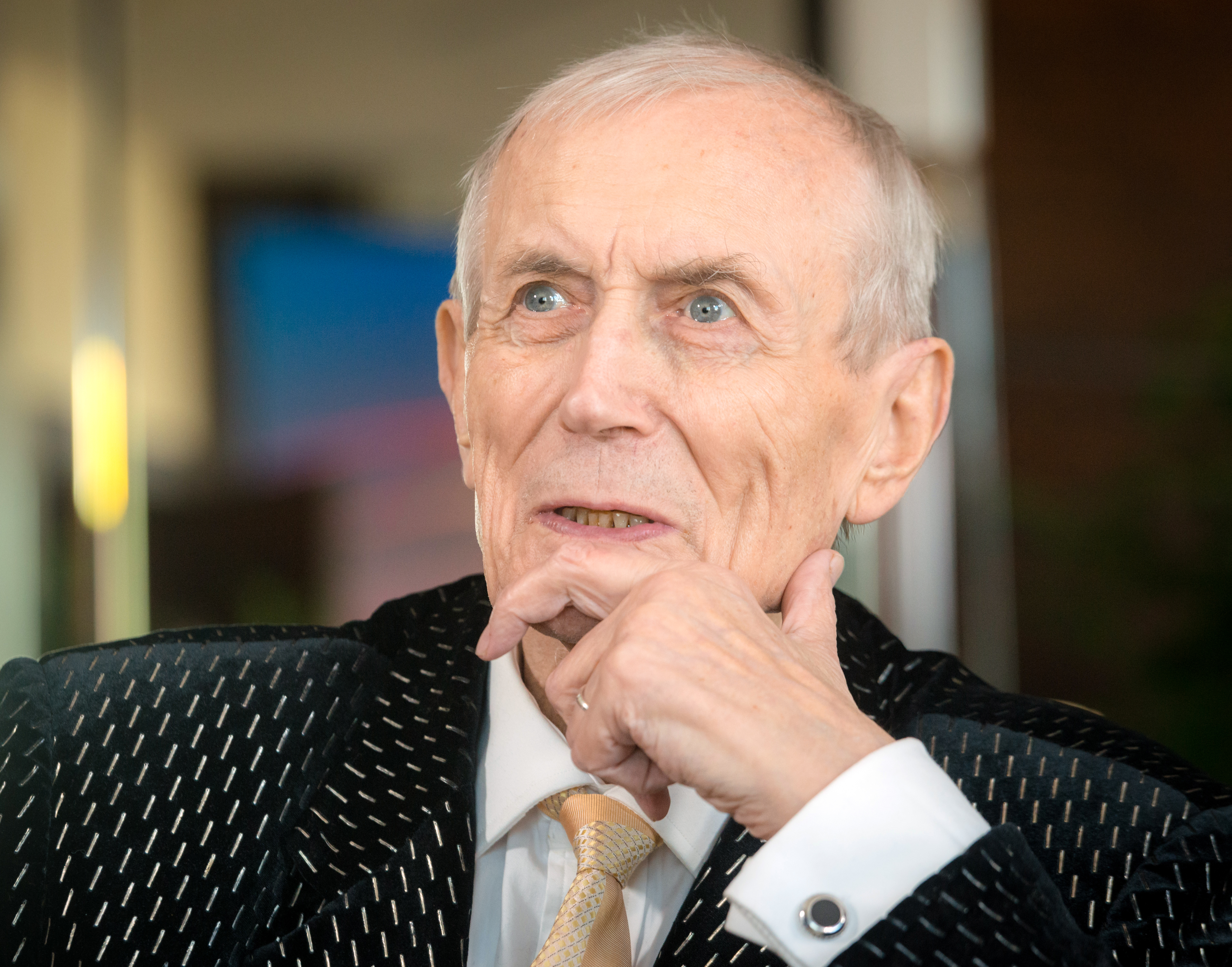
エフゲニー・エフトゥシェンコ

エフゲニー・アレクサンドロヴィチ・エフトゥシェンコ（ロシア語: Евгений Александрович Евтушенко イェヴギェーニイ・アリェクサーンドライチ・イェフトゥシェーンカ、1933年7月18日 - 2017年4月1日）は、旧ソビエト連邦・ロシアの詩人。

## 人物・経歴
1948年、15歳で投稿した詩がスポーツ誌に採用されて以来、学業を捨て詩の道に専心。1952年に処女詩集を発表し、ゴーリキー大学に入学したが、スターリン批判の衝撃直後の1957年に退学処分になっている。第2詩集の『第三の雪(Tretii sneg )』(1955年)以後、自由への欲求を大胆に表現した抒情詩で圧倒的な人気を得る。
1961年、エフトゥシェンコは詩「バビ・ヤール」を書き、ユダヤ人迫害に対するソ連の無関心を告発した。バビ・ヤールとは、ウクライナのキエフ地方にある峡谷の地名で、1941年にナチス・ドイツによるユダヤ人虐殺が行われた場所である。作曲家ショスタコーヴィチはこの若き詩人に感銘を受け、1962年バビ・ヤールと他のエフトゥシェンコの詩を歌詞に取り入れた合唱付き交響曲第13番を作曲した。
2017年4月1日、四番目の妻がロシア語を教えている米国オクラホマ州タルサの病院で心不全により死去。83歳没。彼はモスクワ市ペレデルキノ共同墓地に葬られた。

## 関連文献
- エフゲニー・エフトゥシェンコ 『エフトウシェンコ詩集』、草鹿外吉 (訳)、飯塚書店、1962年。
- エフゲニー・エフトゥシェンコ 『早すぎる自叙伝』、工藤幸雄 (訳)、新潮社、1963年[注釈 1]
- 草鹿外吉『エフトゥシェンコの詩と時代』、光和堂、1963年。
- 『ジュニア版 世界の詩人 ロシア・ソビエト』、草鹿外吉 (編)、さ・え・ら書房、1972年。
- 和田あき子、「年表・スターリン死後二一年 : ソ連社会における批判と抵抗の底流」『ロシア史研究』 1974年 22巻 p.69-86, doi:10.18985/roshiashikenkyu.22.0_69, ロシア史研究会編集委員会。
- 和田春樹、「戦後ソ連における歴史家と歴史学 : ソ連史学史ノート(その一)」『ロシア史研究』 1976年 25巻 p.2-32, doi:10.18985/roshiashikenkyu.25.0_2, ロシア史研究会編集委員会。
- 山下万里子、「フリードリフ・ゴレンシテインについて」『東海大学紀要』教養学部、第24号、39-55頁。1993年。
- 「〈悲劇のにない手〉としてのパステルナーク(文学編)」、武藤洋二、『大阪外国語大学論集』第12巻、165-187頁。1995-02-28。
- 山下万里子「ヴォイノービッチについて」『東海大学紀要 教養学部』第27号、東海大学教養学部、1996年、239-255頁、ISSN 03892018、NAID 110000193528。
- 山下万里子「ロシアの作家,ゲオルギー・ヴラジーモフ」『東海大学紀要 教養学部』第30号、東海大学教養学部、1999年、143-160頁、ISSN 03892018、NAID 110000193582。
- 「Власов,Эдуард.Бессмертная поэма Венедикта Ерофеева」《Москва--Петушки》:Спутник писателя（「〈エドワード・ヴァスロフ、ベネディクト・エロフィエフによる不滅の詩〉。モスクワ - ペトゥシキ：スプートニクピサテリャ」）、安岡治子（日本語）、『ロシア語ロシア文学研究 』、第31号、168-170頁。1999-10。国立国会図書館デジタルコレクション。
- 石橋良生「「詩人ウラジーミル・ヴィソツキー」の構築--文学という資本の運動」『ロシア語ロシア文学研究』第35号、日本ロシア文学会、2003年、81-88頁、ISSN 03873277、NAID 110001707364。
- 「神戸を想え」（含 主要業績目録） (渡辺侑子教授記念号)、渡辺侑子、『神戸外大論叢』、第54巻、第7号、171-177頁、2003-12。
- 相原勝「ツェラーン」『ドイツ文学』第133巻、日本独文学会、2007年、219-232頁、doi:10.11282/jgg.133.0_219、ISSN 03872831、NAID 110006594987。
- 「ショスタコーヴィチ・交響曲第15番を読解する」、梅津紀雄、『工学院大学共通課程研究論叢』、(47-1)、29-43頁。2009年。
- 瀧口順也「松井康浩著, 『スターリニズムの経験-市民の手紙・日記・回想録から』, 岩波書店, 二〇一四年二月, 一九六頁」『ロシア史研究』第96巻、ロシア史研究会、2015年、39-45頁、doi:10.18985/roshiashikenkyu.96.0_39、ISSN 0386-9229、NAID 110009975714。